# Carlos Saiz Cidoncha
Carlos Sáiz Cidoncha (Ciudad Real, 13 de febrero de 1939-Madrid, 27 de marzo de 2018), escritor español, uno de los clásicos en el género de la ciencia ficción española, en el ámbito de la space opera. Autor polifacético, además de su obra literaria en el fantástico, la ciencia ficción y el terror, fue un ensayista y divulgador literario en este campo y también investigó y publicó en el campo de la historia militar y de España. Un espíritu joven que siempre le animó, y su labor como conferenciante, ensayista y organizador pionero de las HispaCon, las convenciones españolas de ciencia ficción, le convirtieron de hecho en un puente entre las generaciones de lectores y aficionados españoles del siglo XX y XXI. Su pérdida marca el fin de una época en la literatura española del género.
La Asociación Española de Fantasía y Ciencia Ficción le entregó en 1993 el Premio Gabriel a la labor de una vida.

## Biografía
Carlos Sáiz Cidoncha nació el 13 de febrero de 1939 en Ciudad Real. Era hijo del prestigioso veterinario de Ciudad Real Dr. D. Laureano Sáiz Moreno (1906-2006), científico de talla internacional y académico, y puede afirmarse que tuvo en él un ejemplo vivo de aprecio por el estudio, responsabilidad y respeto por la ciencia. Desde muy joven había sido un gran lector de literatura en español, inglés y francés, idiomas que hablaba su madre, Eloisa Cidoncha, quien había ayudado a su marido como traductora en su actividad científica. Carlos no dejó de formarse en toda su vida, acumulando una cultura enciclopédica.
Tras sus primeros estudios en Ciudad Real, Carlos Sáiz Cidoncha se instaló en Madrid y se licenció en Física en la Universidad Complutense de Madrid, donde tuvo profesores de gran valía, como el institucionista Salvador Velayos, especialista en electromagnetismo y campos de energía. Al poco de acabar la carrera preparó las oposiciones al Cuerpo Nacional de Meteorología, obteniendo plaza brillantemente.
Siendo ya funcionario de carrera del Instituto Nacional de Meteorología, solicitó destino en la entonces provincia de Guinea Ecuatorial, donde vivió la experiencia de la colonización y la descolonización posterior; la visión del mundo africano influyó poderosamente en su narrativa, que empezó a crear entonces. Tras la independencia de Guinea Ecuatorial continuó aún dos años en el país hasta que la situación política de los cooperantes y residentes españoles se deterioró y tuvo que volver a España en una difícil operación de evacuación y rescate.
En los años posteriores prosiguió sus estudios, obtuvo el título de Graduado Social, diplomado en Criminología, obtuvo la licencia de Detective Privado, se licenció en Derecho —colegiado en Madrid— y, finalmente, se doctoró en Ciencias de la Información con una tesis doctoral pionera sobre la ciencia ficción en España.
En Madrid empezó a frecuentar la tertulia de aficionados, escritores y críticos de ciencia ficción conocida como Círculo de Lectores de Anticipación y colaboró en la revista Nueva Dimensión frecuentemente con relatos y críticas. En los setenta el Círculo se transformó en la Asociación Española de Ciencia-Ficción y en 1975 organizó la Hispacón o reunión anual. En 1978 Mario León, a la sazón director de la colección Albia de la Editorial Espasa-Calpe, publicó su primera novela extensa, La caída del imperio galáctico, la primera novela de una trilogía que se cerraría treinta años más tarde. Además de ciencia ficción y fantasía, también escribió sobre historia e historia militar, mostrando una cierta sensibilidad sobre los problemas sociales.

## Importancia
Conocido por los aficionados españoles como «el buen doctor» (apelativo concedido igualmente a Isaac Asimov), Sáiz Cidoncha ha escrito más de una docena de novelas, decenas y decenas de relatos y varios centenares de artículos. Ha publicado en España, Francia, Estados Unidos y en Hungría y, al margen de su obra como investigador en temas militares o históricos (es autor de una Historia de la piratería en América española, de una Historia de la guerrilla en Cuba y otros países de Iberoamérica y de una Historia de la aviación republicana en tres volúmenes), siempre ha escrito obras de ciencia ficción ambientadas en el futuro lejano. Sáiz Cidoncha es el cronista del Imperio Galáctico más «clásico» de la ciencia ficción en lengua castellana (La caída del imperio galáctico, Crónicas del Imperio galáctico).
Destaca su obra escrita por cultivar el sentido de la maravilla, lo que le convierte en un representante vivo de la llamada edad dorada del género, el aprecio por los temas exóticos, la riqueza y variedad de sus personajes y el tratamiento del lenguaje (espectacular en Memorias de un merodeador estelar, donde narra las aventuras de un pícaro estelar durante la larga noche de la caída del imperio galáctico en un claro homenaje a la novela picaresca española del Siglo de Oro). Sus obras están teñidas igualmente de un gran sentido del humor y llenas de referencias a famosas obras del género, lo que hace las delicias del entendido y enriquece la lectura de los nuevos lectores.
Sáiz Cidoncha fue igualmente uno de los fundadores del fandom contemporáneo de la ciencia ficción española. Participó en los años 60 en la creación del Círculo de Lectores de Anticipación, en la primera Asociación Española de Fantasía y Ciencia Ficción; fue organizador de la HispaCon de 1975 y colaborador activo de la mítica revista Nueva Dimensión, puntal del género en España en los años 70. También escribió varios cómics para el dibujante Alfonso Azpiri, siendo el cocreador de la famosa Lorna. Igualmente ha colaborado en decenas de fanzines y revistas profesionales o de aficionados, llevando su actividad incesante en defensa y extensión del género por decenas de congresos, convenciones españolas (ha estado en todas las HispaCon desde su fundación) o extranjeras (Worldcon de Bielefield RFA y de Glaswow GB) como conferenciante invitado. 
En la HispaCon de Gijón de 1993 recibió el premio Ignotus a la Labor de toda una vida, otorgado por la Asociación Española de Fantasía y Ciencia Ficción.

### Ensayos
- Guerrillas en Cuba y otros países de Iberoamérica. Madrid: Editora Nacional, 1974.
- Historia de la piratería en América española. Madrid: San Martín, 1985.
- La ciencia ficción como fenómeno de comunicación y de cultura de masas en España. Madrid: Editorial de la Universidad Complutense, 1988.
- Carlos Sáiz Cidoncha y Pedro A. García Bilbao, La gran saga de los Aznar. Sinopsis argumental y estudio. Barcelona: Miquel Barceló, 1997.
- Viajes de los Aznar: historia completa de la Gran Saga de George H. White, comentario y sinopsis, Pedro A. García Bilbao, Carlos Sáiz Cidoncha. Guadalajara: Silente, 1999.
- Historia del futuro: desde la llegada del hombre a la luna hasta la caída del imperio galáctico: según las obras de los principales autores de ciencia ficción. Recopilador, Carlos Sáiz Cidoncha. Guadalajara: Silente, 2003.
- Aviación republicana: historia de las fuerzas aéreas de la República Española (1931-1939). Madrid: Almena Ediciones, 2006, tres volúmenes.
  - Tomo I: Desde el alzamiento hasta la primavera de 1937.
  - Tomo II: Desde la ofensiva de Vizcaya hasta las ofensivas de Levante y Extremadura.
  - Tomo III: Desde la Batalla del Ebro hasta el final de la guerra. Apéndices.

### Historietas
| Años | Título                  | Dibujante           | Tipo  | Publicación original                | Publicación posterior                      | Género                   |
| ---- | ----------------------- | ------------------- | ----- | ----------------------------------- | ------------------------------------------ | ------------------------ |
| 1972 | Alpha Cosmos            | Alfonso Azpiri      | Serie | "Trinca"                            | Trinca presenta, 1975 (ISBN 84-325-0547-1) | Ciencia ficción          |
| 1978 | Zephyd                  | Alfonso Azpiri      | Serie | "Cimoc"                             | Riego ediciones, 1980 (ISBN 84-85759-06-0) | Fantasía heroica         |
| 1979 | Lorna                   | Alfonso Azpiri      | Serie |                                     | Norma Editorial, 1981                      | Ciencia ficción, erótico |
| 1984 | El Barón de Münchhausen | Chiqui de la Fuente | Serie | Larousse, 1984 (ISBN 84-86182-37-9) |                                            | Fantasía heroica         |

### Novela
- La caída del imperio galáctico. Bilbao: Albia, 1978.
- Los caballeros de la galaxia. Madrid: Ingelek, 1986.
- Carlos Sáiz Cidoncha y Antonio Ferrer Abelló, Capitán de nave estelar. Madrid: Ingelek, 1986.
- Memorias de un merodeador estelar. Madrid: Miraguano, 1995.
- Entre dioses y terrícolas. Guadalajara: Silente, 1997; reimpresión en 2002.
- Ruta entre estrellas. Guadalajara: Silente, 2002.
- Los proscritos de la Vía Láctea. Guadalajara: Silente, 2003.
- La torre de las galaxias. Guadalajara: Silente, 2003.
- El rey de las serpientes. Guadalajara: Silente, 2004.
- La avispa del espacio. Madrid: La Biblioteca del Laberinto, 2010.
- La leyenda de San Bogdán. Bilbao y Madrid: La Hermandad del Enmascarado, 2017.

### Relatos
- Crónicas del imperio galáctico: antología de novelas cortas. Guadalajara: Silente, 1998; reimpresión en 2003.
- La derrota de la Grande Armada. Guadalajara: Silente, 2005.
- El huevo del dragón. Guadalajara: Silente, 2005.
- El asteroide del lobo. Bilbao y Madrid: La Hermandad del Enmascarado, 2017.